# WTA Challenger Paris
Das WTA Challenger Paris (offiziell: Trophée Clarins, im Jahr 2022 noch Trophée Lagardère) ist ein Tennisturnier der WTA Challenger Series, das seit 2022 in der französischen Hauptstadt Paris auf dem Gelände des Lagardère Paris Racing Club ausgetragen wird.

## Siegerliste

### Einzel
| Jahr | Siegerin        | Finalgegnerin       | Ergebnis      |
| ---- | --------------- | ------------------- | ------------- |
| 2022 | Claire Liu      | Beatriz Haddad Maia | 6:3, 6:4      |
| 2023 | Diane Parry     | Caty McNally        | kampflos      |
| 2024 | Diana Schneider | Emma Navarro        | 6:2, 3:6, 6:4 |
| 2025 | Katie Boulter   | Chloé Paquet        | 3:6, 6:2, 6:3 |

### Doppel
| Jahr | Siegerinnen                             | Finalgegnerinnen                  | Ergebnis           |
| ---- | --------------------------------------- | --------------------------------- | ------------------ |
| 2022 | Beatriz Haddad Maia Kristina Mladenovic | Oksana Kalaschnikowa Misaki Doi   | 5:7, 6:4, [10:4]   |
| 2023 | Anna Danilina Wera Swonarjowa           | Nadija Kitschenok Alycia Parks    | 5:7, 7:62, [14:12] |
| 2024 | Asia Muhammad Aldila Sutjiadi           | Monica Niculescu Zhu Lin          | 7:63, 4:6, [11:9]  |
| 2025 | Irina Chromatschowa Fanny Stollár       | Tereza Mihalíková Olivia Nicholls | 4:6, 7:65, [10:5]  |